# Liste der Notorious Markets 2020
Dies ist die Liste der berüchtigten Märkte (notorious markets), die vom Office of the United States Trade Representative zusammengestellt wurde, das behauptet, dass es sich um Märkte handelt, auf denen in großem Umfang gegen geistiges Eigentum verstoßen wird.

## Aktive Märkte
Dies ist eine Liste der berüchtigten Märkte, die im Bericht 2020 (Veröffentlichung 2021) aufgeführt sind.

### Online
| Name                      | Nominiert als                                            | Alternativnamen | Standort                | Beschreibung                                                                                  | Gelistet seit | Nachweis                      |
| ------------------------- | -------------------------------------------------------- | --- | ----------------------- | --------------------------------------------------------------------------------------------- | ------------- | ----------------------------- |
| 1337x                     | 1337x.to                                                 | 1337x.se, 1337x.st, x1337x.eu, x1337x.se                                                                                 | Bulgarien               | Torrent Index                                                                                 | 2017          | [ 1 ] [ 2 ] [ 3 ] [ 4 ]       |
| 1FICHIER                  | 1fichier.com                                             | alterupload.com, cjoint.net, cloudstorage.fr, desfichiers.com, dl4free.com, megadl.fr, tenvoi.com                        | Frankreich              | Online Filesharing Seite                                                                      | 2017          | [ 1 ] [ 2 ] [ 3 ] [ 4 ]       |
| Amazon (nicht US-Domains) | amazon.co.uk, amazon.de, amazon.es, amazon.fr, amazon.it | |                         | Onlinehandel                                                                                  | 2019          | [ 3 ] [ 4 ]                   |
| Baidu Wangpan             | pan.baidu.com                                            | | China                   | Online Speicherdienst                                                                         | 2020          | [ 4 ]                         |
| BestBuyIPTV               | bestbuyiptv.store                                        | biptv.best | Italien                 | Illegaler Anbieter von IPTV Services                                                          | 2019          | [ 3 ] [ 4 ]                   |
| BlueAngelHost             |                                                          | | Bulgarien               | Hosting Provider                                                                              | 2020          | [ 4 ]                         |
| Bukalapak                 | bukalapak.com                                            | | Indonesien              | E-Commerce Webseite, die auch Raubkopierte Waren anbietet                                     | 2018          | [ 2 ] [ 3 ] [ 4 ]             |
| Chaloos                   |                                                          | | Irak                    | Firma, die wiederum andere Firmen betreibt, die für Urheberrechtsverletzungen zuständig sind. | 2020          | [ 4 ]                         |
| Chomikuj                  | chomikuj.pl                                              | | Zypern oder Niederlande | Beliebtester Filesharing Dienst in Polen                                                      | 2018          | [ 2 ] [ 3 ] [ 4 ]             |
| DHGate                    | dhgate.com                                               | | China                   | B2B E-Commerce Plattform, die auch Raubkopierte Waren anbietet                                | 2017          | [ 1 ] [ 2 ] [ 3 ] [ 4 ]       |
| Dytt8                     | dytt8.net                                                | dy2018.com, dygod.net, ygdy8.com                                                                                         | Taiwan                  | Torrent Index                                                                                 | 2019          | [ 3 ] [ 4 ]                   |
| FlokiNET                  |                                                          | | Rumänien, Island        | Bulletproof Hosting Provider                                                                  | 2018          | [ 2 ] [ 3 ] [ 4 ]             |
| FLVto                     | flvto.biz                                                | 2conv.com | Niederlande, Russland   | Online YouTube Converter                                                                      | 2018          | [ 2 ] [ 3 ] [ 4 ]             |
| Fmovies                   | fmovies.to                                               | | Bulgarien               | Streamingplattform für Filme                                                                  | 2017          | [ 1 ] [ 2 ] [ 3 ] [ 4 ]       |
| Haraj                     | haraj.com.sa                                             | | Saudi-Arabien           | E-Commerce Plattformen, die auch Raubkopierte Waren anbietet                                  | 2020          | [ 4 ]                         |
| Mercado Libre             | mercadolibre.com                                         | mercadolibre.ar, mercadolibre.co, mercadolibre.mx, mercadolibre.br                                                       |                         | E-Commerce Plattform, die auch Raubkopierte Waren anbietet                                    | 2020          | [ 4 ]                         |
| MP3juices                 | mp3juices.cc                                             | | Russland                | Downloadportal für Musik                                                                      | 2018          | [ 2 ] [ 3 ] [ 4 ]             |
| MPGH                      | mpgh.net                                                 | | Tschechische Republik   | Downloadportal für Videospielcheats                                                           | 2018          | [ 2 ] [ 3 ] [ 4 ]             |
| NewAlbumReleases          | newalbumreleases.net                                     | | Tschechische Republik   | Downloadportal für Musik                                                                      | 2018          | [ 2 ] [ 3 ] [ 4 ]             |
| Pelisplus                 | pelisplus.me                                             | pelisplus.co, pelisplus.to                                                                                               | Unbekannt               | Downloadportal für Filme, beliebt in spanischsprachigen Regionen                              | 2020          | [ 4 ]                         |
| Phimmoi                   | phimmoizz.net                                            | phimmoi.net | Vietnam                 | Vietnamesisches Downloadportal für Filme                                                      | 2019          | [ 3 ] [ 4 ]                   |
| Pinduoduo                 | pinduoduo.com                                            | | China                   | E-Commerce Plattform, die auch Raubkopierte Waren anbietet                                    | 2018          | [ 2 ] [ 3 ] [ 4 ]             |
| Popcorn Time              |                                                          | |                         | P2P Programm für Film- und Serienstreams                                                      | 2020          | [ 4 ]                         |
| Private Layer             |                                                          | | Panama, Schweiz         | Bulletproof Hosting Provider                                                                  | 2016          | [ 1 ] [ 2 ] [ 3 ] [ 4 ] [ 5 ] |
| Rapidgator                | rapidgator.net                                           | rg.to | Russland                | File-Sharing Anbieter                                                                         | 2016          | [ 1 ] [ 2 ] [ 3 ] [ 4 ] [ 5 ] |
| RARBG                     | rarbg.to                                                 | | Bosnien                 | Torrent Index                                                                                 | 2016          | [ 1 ] [ 2 ] [ 3 ] [ 4 ] [ 5 ] |
| RevenueHits               | revenuehits.com                                          | | Israel                  | Werbenetzwerk                                                                                 | 2020          | [ 4 ]                         |
| RUTracker                 | rutracker.org                                            | | Russland                | Torrent Index                                                                                 | 2016          | [ 1 ] [ 2 ] [ 3 ] [ 4 ] [ 5 ] |
| Sci-Hub                   | sci-hub.io                                               | sci-hub.cc, sci-hub.ac, sci-hub.bz, gengen.lib.rus.ec, libgen.io, lioben.lc, libgen.pw, z-library13, b-ok.cc, bookfi.net | Russland                | Unautorisierter Zugriff auf akademische Schriften                                             | 2017          | [ 1 ] [ 2 ] [ 3 ] [ 4 ]       |
| Seasonvar                 | seasonvar.ru                                             | | Russland                | Streamingseite für Filme                                                                      | 2019          | [ 3 ] [ 4 ]                   |
| Shabakaty                 |                                                          | | Irak                    | IPTV Anbieter                                                                                 | 2020          | [ 4 ]                         |
| Shopee                    | shopee.sg                                                | shopee.com.my, shopee.ph, shopee.co.th, shopee.vn, shopee.co.id, shopee.com.br                                           | China                   | E-Commerce Plattform, die auch Raubkopierte Waren verkauft                                    | 2018          | [ 2 ] [ 3 ] [ 4 ]             |
| Snapdeal                  | snapdeal.com                                             | shopo.in, exclusively.com                                                                                                | Indien                  | E-Commerce Plattform, die gefälschte Uhren und Schuhe in Indien verkauft                      | 2019          | [ 3 ] [ 4 ]                   |
| Taobao                    | taobao.com                                               | | China                   | E-Commerce Plattform, die auch Raubkopierte Waren verkauft                                    | 2016          | [ 1 ] [ 2 ] [ 3 ] [ 4 ] [ 5 ] |
| The Pirate Bay            | thepiratebay.org                                         | thepiratebay.cx | Unbekannt               | Torrent Index                                                                                 | 2016          | [ 1 ] [ 2 ] [ 3 ] [ 4 ] [ 5 ] |
| Tokopedia                 | tokopedia.com                                            | | Indonesien              | E-Commerce Plattform, die auch Raubkopierte Waren anbietet                                    | 2018          | [ 2 ] [ 3 ] [ 4 ]             |
| Uploaded                  | uploaded.net                                             | ul.to, uploaded.to | Niederlande, Schweiz    | File-Sharing Anbieter                                                                         | 2016          | [ 1 ] [ 2 ] [ 3 ] [ 4 ] [ 5 ] |
| VK                        | vk.com                                                   | | Russland                | Soziales Netzwerk, das auch Video- und Musikstreaming anbietet                                | 2016          | [ 1 ] [ 2 ] [ 3 ] [ 4 ] [ 5 ] |
| Weidian                   | weidian.com                                              | | China                   | E-Commerce Plattform, die auch Raubkopierte Waren anbietet                                    | 2020          | [ 4 ]                         |

### Physische Märkte
| Name | Standort                     | Beschreibung | Gelistet Seit | Nachweis                      |
| --- | ---------------------------- | --- | ------------- | ----------------------------- |
| La Salada, Buenos Aires | Argentinien                  | Einer der größten Schwarzmärkte in Argentinien                                                                      | 2016          | [ 1 ] [ 2 ] [ 3 ] [ 4 ] [ 5 ] |
| Rua 25 de Março, Sao Paulo | Brasilien                    | Einkaufszentrum, das Raubkopierte Waren anbietet                                                                    | 2016          | [ 1 ] [ 2 ] [ 3 ] [ 4 ] [ 5 ] |
| Central Market, Phnom Penh | Kambodscha                   | Geschäfte in dieser Umgebung handeln mit Raubkopierten Waren                                                        | 2018          | [ 2 ] [ 3 ] [ 4 ]             |
| Anfu Market, Putian, Provinz Fujian                                                                                              | China                        | Markt bekannt für Schuhfälschungen, die in Putian produziert werden                                                 | 2020          | [ 4 ]                         |
| Asia-Pacific Xinyang Clothing & Gifts Plaza, Shanghai                                                                            | China                        | Markt, auf dem verschiedene Händler Raubkopierte Waren und Fälschungen anbieten                                     | 2020          | [ 4 ]                         |
| Huaqiangbei Electronics Malls, including the Yuan Wang, Long Sheng, and Man Har Digital Plaza Malls, Shenzhen, Provinz Guangdong | China                        | Markt, auf dem Computer Chips, Kapazitoren und LEDs verkauft werden, die bei Raubkopierten Waren zum Einsatz kommen | 2020          | [ 4 ]                         |
| Kindo and Zhanxi Garment Wholesale Markets and Southern Watch Trade Center near Zhanxi Road, Guangzhou, Provinz Guangdong        | China                        | Markt für hauptsächlich gefälschte Kleidung, Schuhe und Uhren                                                       | 2020          | [ 4 ]                         |
| Ritan Office Building, Peking | China                        | Markt, der über 50 Händler beinhaltet, die mit Fälschungen handeln                                                  | 2020          | [ 4 ]                         |
| Silk Market, Peking | China                        | Markt, der nicht auf IP Beschwerden reagiert                                                                        | 2020          | [ 4 ]                         |
| Wu’ai Market, Shenyang, Provinz Liaoning                                                                                         | China                        | Größter Markt in Nordostchina, der Fälschungen anbietet                                                             | 2020          | [ 4 ]                         |
| Yiwu International Merchandise City, Yiwu, Provinz Zhejiang                                                                      | China                        | Über 50 000 Händler bieten jede erdenkliche Fälschung an                                                            | 2020          | [ 4 ]                         |
| La Bahia Market, Guayaquil | Ecuador                      | Markt für Fälschungen und Raubkopierte Medien                                                                       | 2018          | [ 2 ] [ 3 ] [ 4 ]             |
| Heera Panna, Mumbai | Indien                       | Markt, der Fälschungen anbietet, wird von lokalen Behörden geschützt                                                | 2019          | [ 3 ] [ 4 ]                   |
| Kidderpore, Kalkutta | Indien                       | Markt, der Raubkopierte Medien und Fälschungen anbietet                                                             | 2019          | [ 3 ] [ 4 ]                   |
| Palika Bazaar, Neu-Delhi | Indien                       | Untergrund Markt für Fälschungen                                                                                    | 2020          | [ 4 ]                         |
| Tank Road, Neu-Delhi | Indien                       | Markt, der Fälschungen anbietet                                                                                     | 2020          | [ 4 ]                         |
| Mangga Dua Market, Jakarta | Indonesien                   | Markt auf dem diverse Fälschungen verkauft werden                                                                   | 2016          | [ 1 ] [ 2 ] [ 3 ] [ 4 ] [ 5 ] |
| Petaling Street Market, Kuala Lumpur                                                                                             | Malaysien                    | Markt auf dem diverse Fälschungen verkauft werden                                                                   | 2018          | [ 2 ] [ 3 ] [ 4 ]             |
| Tepito, Mexiko-Stadt | Mexiko                       | Markt, der Fälschungen verkauft in einer für Rechteinhaber schwer zugänglichen Zone                                 | 2016          | [ 1 ] [ 2 ] [ 3 ] [ 4 ] [ 5 ] |
| La Pulga Rio, Monterrey | Mexiko                       | Markt, der 300 Händler unterbringt, die alle möglichen Fälschungen anbieten                                         | 2020          | [ 4 ]                         |
| Mercado San Juan de Dios, Guadalajara                                                                                            | Mexiko                       | Größter Indoor-Markt in Lateinamerika; ein Drittel aller Händler verkaufen Geräte, um Kopierschutz zu umgehen       | 2016          | [ 1 ] [ 2 ] [ 3 ] [ 4 ] [ 5 ] |
| Ciudad del Este | Paraguay                     | Markt für diverse Fälschungen                                                                                       | 2016          | [ 1 ] [ 2 ] [ 3 ] [ 4 ] [ 5 ] |
| Polvos Azu, Lima | Peru                         | Markt für diverse Fälschungen                                                                                       | 2018          | [ 2 ] [ 3 ] [ 4 ]             |
| Gamarra, Lima | Peru                         | Markt für Kleidungsfälschungen                                                                                      | 2020          | [ 4 ]                         |
| Greenhills Shopping Center, San Juan, Manila                                                                                     | Philippinen                  | Markt für diverse Fälschungen                                                                                       | 2018          | [ 2 ] [ 3 ] [ 4 ]             |
| Dubrovka Market, Moskau | Russland                     | Markt für Kleidungs-, Schuh- und Uhrenfälschungen                                                                   | 2020          | [ 4 ]                         |
| Gorbushkin Dvor Mall, Moskau | Russland                     | Markt, der bekannt ist für den Verkauf diverser elektronischer Fälschungen. Lokale Behörden kooperieren nicht       | 2019          | [ 3 ] [ 4 ]                   |
| Sadovod Market, Moskau | Russland                     | Markt für diverse Fälschungen                                                                                       | 2018          | [ 2 ] [ 3 ] [ 4 ]             |
| Grand Bazaar, Istanbul | Türkei                       | Ältester Markt weltweit, der raubkopierte Waren und Fälschungen anbietet                                            | 2020          | [ 4 ]                         |
| 7th Kilometer Market, Odessa | Ukraine                      | Händler in diesem Markt verkaufen große Mengen an Fälschungen und Raubkopien                                        | 2020          | [ 4 ]                         |
| Ajman China Mall, Ajman | Vereinigte Arabische Emirate | Markt, der Raubkopien und Fälschungen aus China verkauft                                                            | 2017          | [ 1 ] [ 2 ] [ 3 ] [ 4 ]       |
| Markets in Deira District, Dubai                                                                                                 | Vereinigte Arabische Emirate | Markt, der diverse Raubkopien und Fälschungen anbietet                                                              | 2019          | [ 3 ] [ 4 ]                   |
| Bến Thành Market, Ho-Chi-Minh-Stadt                                                                                              | Vietnam                      | Markt, der diverse Fälschungen verkauft                                                                             | 2018          | [ 2 ] [ 3 ] [ 4 ]             |
| Dong Xuan Market, Hanoi | Vietnam                      | Markt, der diverse Fälschungen verkauft                                                                             | 2018          | [ 2 ] [ 3 ] [ 4 ]             |

## Nicht mehr gelistete Märkte
Die hier aufgeführten Märkte waren zuvor in verschiedenen Berichten enthalten, wurden aber nicht in den Bericht 2020 aufgenommen. Der Grund für die Streichung von der Liste ist nicht immer bekannt.
| Name                                                      | Typ      | Standort                     | Status                             | Gelistet seit | Gelistet bis | Nachweise               |
| --------------------------------------------------------- | -------- | ---------------------------- | ---------------------------------- | ------------- | ------------ | ----------------------- |
| 4shared                                                   | Online   | Brasilien                    | Unbekannt                          | 2016          | 2018         | [ 5 ] [ 1 ] [ 2 ]       |
| BeeVideo                                                  | Online   | China                        | Unbekannt                          | 2016          | 2017         | [ 5 ] [ 1 ]             |
| BeoutQ                                                    | Online   | Saudi-Arabien                | Geschlossen                        | 2018          | 2019         | [ 2 ] [ 3 ]             |
| Convert2MP3.net                                           | Online   | Unknown                      | Unbekannt                          | 2017          | 2018         | [ 1 ] [ 2 ]             |
| Dopefile                                                  | Online   | Bulgarien, Pakistan          | Unbekannt                          | 2017          | 2018         | [ 1 ] [ 2 ]             |
| ExtraTorrent                                              | Online   | Ukraine                      | Geschlossen                        | 2013          | 2017         | [ 5 ] [ 1 ]             |
| GoMovies                                                  | Online   | Vietnam, Ukraine             | Geschlossen                        | 2017          | 2018         | [ 1 ] [ 2 ]             |
| GongChang                                                 | Online   | China                        | Unbekannt                          | 2016          | 2017         | [ 5 ] [ 1 ]             |
| IndoXXI                                                   | Online   | Indonesien                   | Geschlossen                        | 2018          | 2019         | [ 5 ] [ 1 ]             |
| Kinogo                                                    | Online   | Ukraine                      | Geschlossen                        | 2017          | 2019         | [ 5 ] [ 1 ]             |
| Movshare Group                                            | Online   | Verschieden                  | Unbekannt                          | 2016          | 2018         | [ 5 ] [ 1 ] [ 2 ]       |
| Movie4k                                                   | Online   | Russland                     | Unbekannt                          | 2017          | 2018         | [ 1 ] [ 2 ]             |
| Mp3va                                                     | Online   | Russland                     | Ausstieg von Zahlungsdienstleister | 2016          | 2019         | [ 5 ] [ 1 ] [ 2 ] [ 3 ] |
| Muaban                                                    | Online   | Vietnam                      | Unbekannt                          | 2016          | 2017         | [ 5 ] [ 1 ]             |
| MyEgy                                                     | Online   | Russland, Ägypten            | Unbekannt                          | 2016          | 2017         | [ 5 ] [ 1 ]             |
| Nanjing Imperiosus                                        | Online   | China                        | Geschlossen                        | 2016          | 2017         | [ 5 ] [ 1 ]             |
| Openload                                                  | Online   | Unbekannt                    | Geschlossen                        | 2017          | 2019         | [ 1 ] [ 2 ] [ 3 ]       |
| Pelispedia                                                | Online   | Uruguay                      | Geschlossen                        | 2018          | 2019         | [ 2 ] [ 3 ]             |
| Pobieramy24, Darkwarez, Catshare, and Fileshark           | Online   | Polen                        | Unbekannt                          | 2016          | 2017         | [ 5 ] [ 1 ]             |
| Putlocker                                                 | Online   | Vietnam                      | Geschlossen                        | 2016          | 2017         | [ 5 ] [ 1 ]             |
| Rebel                                                     | Online   | Unbekannt                    | Unbekannt                          | 2017          | 2018         | [ 1 ] [ 2 ]             |
| Repelis                                                   | Online   | Unbekannt                    | Unbekannt                          | 2017          | 2018         | [ 1 ] [ 2 ]             |
| TVPlus, TVBrowser, and KuaiKan                            | Online   | China                        | Unbekannt                          | 2017          | 2019         | [ 1 ] [ 2 ] [ 3 ]       |
| Vibbo                                                     | Online   | Spanien                      | Unbekannt                          | 2016          | 2017         | [ 5 ] [ 1 ]             |
| Youtube-mp3                                               | Online   | Deutschland                  | Geschlossen                        | 2016          | 2017         | [ 5 ] [ 1 ]             |
| Pacific Mall, Markham, Ontario                            | Physisch | Kanada                       | Von Behörden Geschlossen           | 2017          | 2018         | [ 1 ] [ 2 ]             |
| Chenghai District, Shantou                                | Physisch | China                        | Unbekannt                          | 2016          | 2017         | [ 5 ] [ 1 ]             |
| Cheng Huan Cheng International Auto Parts Market, Beijing | Physisch | China                        | Unbekannt                          | 2016          | 2017         | [ 5 ] [ 1 ]             |
| Hongqiao Market, Beijing                                  | Physisch | China                        | Unbekannt                          | 2017          | 2018         | [ 1 ] [ 2 ]             |
| Gandhi Nagar, Delhi                                       | Physisch | Indien                       | Unbekannt                          | 2016          | 2017         | [ 5 ] [ 1 ]             |
| Burma Bazaar, Chennai                                     | Physisch | Indien                       | Unbekannt                          | 2016          | 2017         | [ 5 ] [ 1 ]             |
| Kashmiri Gate, Delhi                                      | Physisch | Indien                       | Unbekannt                          | 2016          | 2017         | [ 5 ] [ 1 ]             |
| Harco Glodok, Jakarta                                     | Physisch | Indonesien                   | Unbekannt                          | 2016          | 2017         | [ 5 ] [ 1 ]             |
| Mercato dei venerdi, Ventimiglia                          | Physisch | Italien                      | Unbekannt                          | 2017          | 2018         | [ 1 ] [ 2 ]             |
| Computer Village Market, Ikeja                            | Physisch | Nigeria                      | Unbekannt                          | 2016          | 2017         | [ 5 ] [ 1 ]             |
| Oke-Arin & Apongbon Markets, Lagos Island                 | Physisch | Nigeria                      | Unbekannt                          | 2016          | 2017         | [ 5 ] [ 1 ]             |
| MBK Mall                                                  | Physisch | Thailand                     | Unbekannt                          | 2016          | 2017         | [ 5 ] [ 1 ]             |
| DragonMart                                                | Physisch | Vereinigte Arabische Emirate | Reformiert                         | 2017          | 2019         | [ 1 ] [ 2 ] [ 3 ]       |
| Nin Heip Market, Hanoi                                    | Physisch | Vietnam                      | Unbekannt                          | 2016          | 2018         | [ 5 ] [ 1 ] [ 2 ]       |
| Tan Binh Market, Ho Chi Minh City                         | Physisch | Vietnam                      | Unbekannt                          | 2017          | 2018         | [ 1 ] [ 2 ]             |